# グレートサンディ砂漠
グレートサンディ砂漠（グレートサンディさばく、Great Sandy Desert）はオーストラリア北西に位置する砂漠で、オーストラリアでは、ビクトリア大砂漠に次いで2番目に大きな砂漠である。面積は284,993平方キロメートル（110,036平方マイル）である。

## 植生
グレートサンディ砂漠の植生は、ソフトスピニフェックス（Triodia pungens）やフェザントップスピニフェックス（T. schinzii）など、主にハンモックグラスで構成されている。これらの草は、砂漠の肥沃でない砂原や乾燥した条件にも耐えることができる。その他、アカシアやグレヴィリアの低木、デザートオーク（Allocasuarina decaisneana）、パーキンソニア・アキュレアータ、ドラゴンツリー（Sesbania formosa）などが見られる。バッファローグラス（Cenchrus ciliaris）などの外来種は、グレートサンディ砂漠の在来植生に脅威を与えている。

## 住民と生活
グレートサンディ砂漠に住む人は少なく、そのほとんどはアボリジニのコミュニティや鉱山の町である。マルツとピントゥビ、北部のカカトゥジュとワルマジャリ、ジガロン、プンム、クナワリツジ、バルゴ、ムーランなどいくつかの先住民コミュニティが存在する。
Ngururrpaは、キンバリーの南端、グレートサンデイ砂漠に位置する先住民の権利主張です。その先住民は30,000平方キロメートルの面積を持ち、4つの言語グループが含まれる。住民はもはやこの先住民の権利領域に永住していないが、自動車でアクセスできる離島がいくつかある。伝統的な所有者は、自分たちの住む砂漠が牛の放牧に適していなかったため、他の先住民グループが経験した文化的荒廃に直面することはなかったと語っている。
今日、ングルルパの人々は自分たちの土地が先住民保護地域（IPA）になったことを祝い、文化や環境プログラムのための資金が増えることを期待している。

## 気候
基本的に、グレートサンディ砂漠の気候は高温で乾燥しており、気温は0℃から40℃程度、平均気温は24°Cから29°C程度、降水量は年平均200mm程度である。この降水量の少なさのため、地域によっては蒸発量が降水量を上回っているところもある。降水量が少ないことに、予測が難しいことが相まって、生物多様性の低さをもたらしている。

グレートサンディ砂漠全体で見ると、北部の乾燥・熱帯性から南部の温帯・亜熱帯性まで変化に富んでいる。例年雨が少なく、高温、低湿度、高蒸発率になることを意味する「ホットデザート」に分類される。乾燥した気候であるにもかかわらず、グレートサンディ砂漠の北部ではモンスーン活動により驚くほど多くの雨が降っている。

## 歴史
グレートサンディ砂漠は、氷河期のサイクルのたびに地域の乾燥化が進み、更新世初期にゆっくりと形成された。オーストラリア先住民は数千年前から居住しており、少なくとも4万年前から人間活動の痕跡がある。